# Часовня Александра Невского (Павловка)
Часо́вня Алекса́ндра Не́вского — православная часовня в посёлке городского типа Павловка Павловского района Ульяновской области, Барышской епархии Симбирской митрополии Русской православной церкви. С 2017 года — памятник градостроительства и архитектуры РФ.

## История

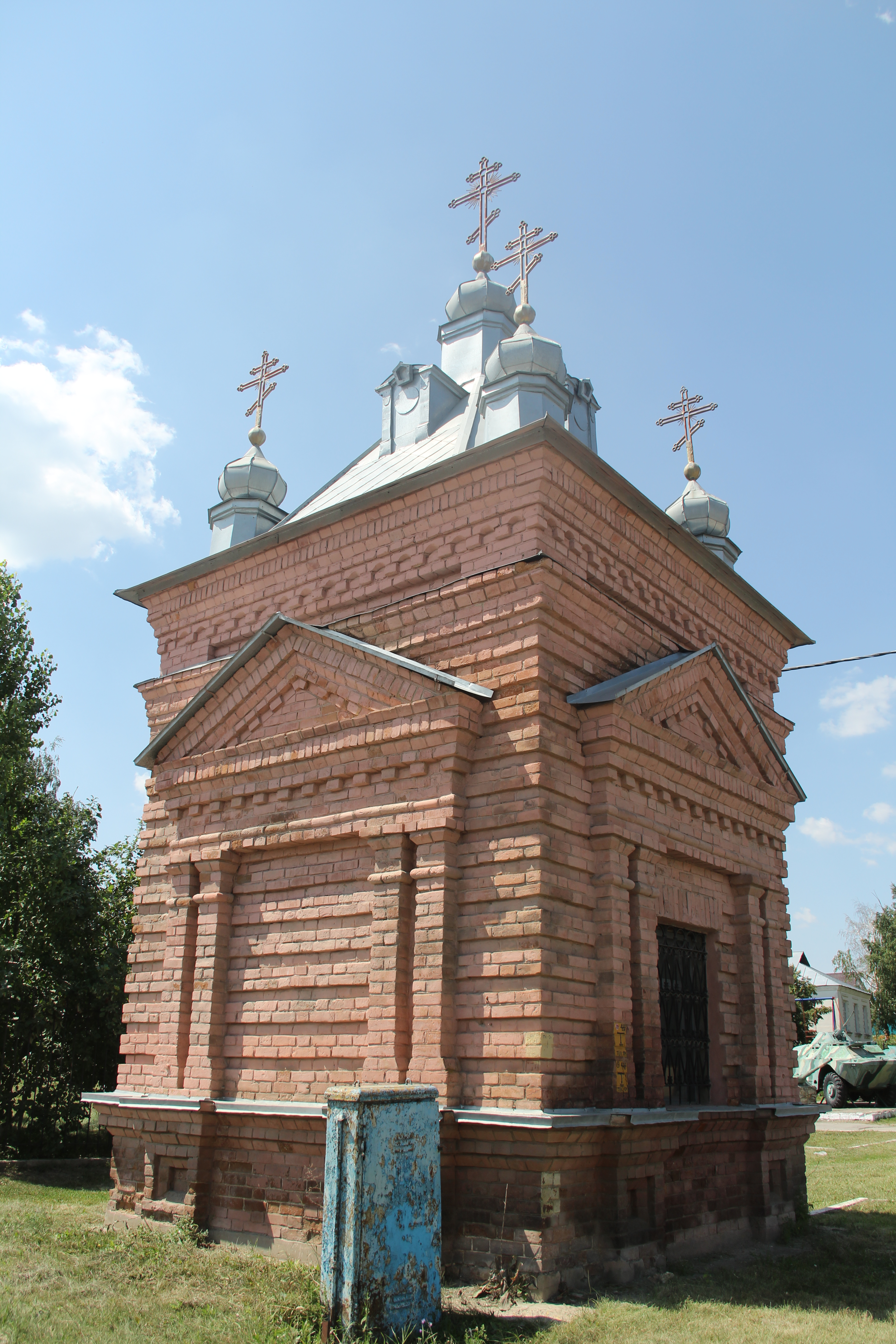
Часовня в память императора Александра II

Небольшая каменная часовня была построена в 1890 году и находилась на центральной площади села. Часовня установлена в память о «в Бозе-почившего Императора Александра II», который был убит бомбой, брошенной народовольцем Игнатием Гриневицким 1 марта 1881 года в Петербурге.
Часовня относилась к приходу храма Воскресения Христова, находящейся неподалеку, в 1936 году храм был переделан в Дом культуры, ныне восстанавливается.
В часовне имелись иконы: в память чудесного избавления государя императора Александра III, государыни Марии Федоровны и их семейства при крушении поезда на станции Борки 17 октября 1888 года и в 1896 году — в память коронования государя императора Николая II и императрицы Александры Феодоровны.
При советской власти часовня была закрыта. Здание не разрушено, а переоборудовано под склад электрооборудования отдела Коммунального хозяйства Павловского райисполкома.
В 2010-х годах часовня была отремонтирована, произведена реставрация и освящена в память Александра Невского.
Распоряжением Правительства Ульяновской области «О включении выявленных объектов культурного наследия в единый государственный реестр объектов культурного наследия (памятников истории и культуры) народов Российской Федерации и утверждении границ территорий объектов культурного наследия» № 343-пр от 17.07.2017 года, часовня включена в Единый государственный реестр объектов культурного наследия (памятников истории и культуры) народов Российской Федерации.

## Духовенство
- Священномученик иерей Владимир Тимофеевич Пиксанов (до 1918)[7];
- Настоятель протоиерей Андрей Владимирович Филькин (на 2023);

## Престольный праздник
12 сентября, 6 декабря